# Puerto de La Estaca

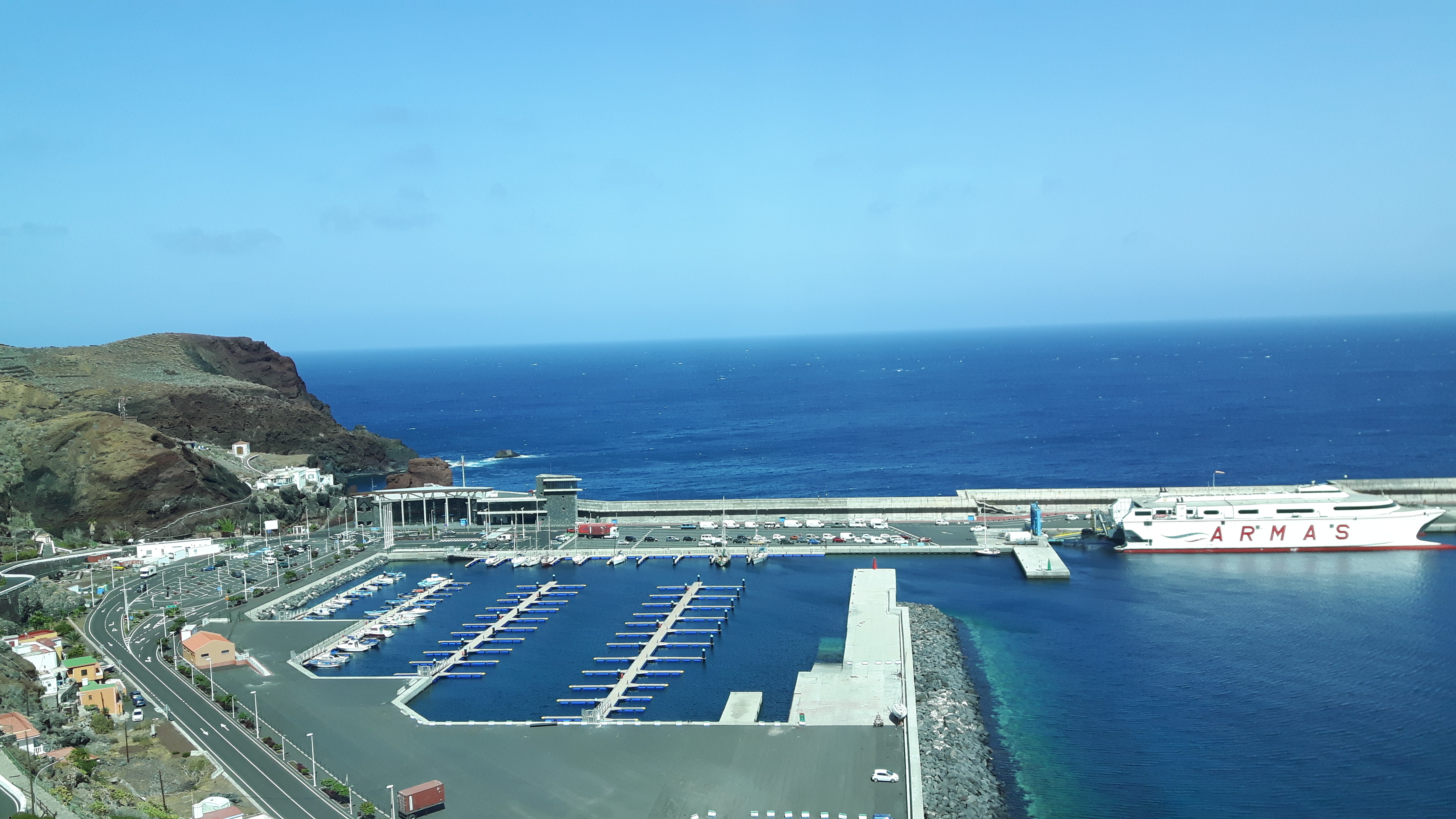
Puerto de La Estaca

Der Puerto de La Estaca ist der größte Hafen der Kanareninsel El Hierro und liegt auf dem Gebiet der Gemeinde Valverde. Er wird von der Hafenbehörde mit Sitz in Santa Cruz de Tenerife verwaltet.

## Name
Der Name des Inselhafens hat seinen Ursprung in der Zeit, als Segelboote noch an einer am Fels befestigten Eisenstange, spanisch estaca, vertäut werden mussten.

## Geographie
Der Hafen liegt an der Ostküste von El Hierro, etwa sieben Kilometer entfernt von der Inselhauptstadt Valverde und ist über die Straße HI-2 mit ihr verbunden. Zusammen mit einigen angrenzenden Häusern bildet der Hafen eine kleine gleichnamige Ortschaft, die 85 Einwohner zählt (Stand: 2017). Darüber hinaus befindet sich ein kleiner Strand in Nähe des Hafens.

## Geschichte
Lange Zeit war der Puerto de La Estaca die einzige Verbindung der Insel zur übrigen Welt, bis 1972 der Flughafen El Hierro eröffnet wurde. Erst ab 1960 konnten im Zuge einer Erweiterung des Hafens, die 1948 begonnen hatte, Schiffe direkt im Hafen anlegen.
Nachdem die Insel bis 1960 wöchentlich von einem Postschiff angesteuert wurde, fuhren seitdem drei Schiffe pro Woche, die El Hierro mit La Palma, La Gomera und Teneriffa verbanden.
Von 2002 bis Ende 2005 wurden der Hafen und die Zufahrtsstraße für 30 Millionen Euro erweitert und erneuert.
Seit den 1990er-Jahren bestehen regelmäßige Fährverbindungen nach Los Cristianos auf Teneriffa. Nachdem die Verbindung von 2001 bis 2014 von Trasmediterránea betrieben wurde, verkehren seitdem Katamarane der Reederei Naviera Armas.